# Grayground.
grayground.는 대한민국의 가수 및 음악 프로듀서 그레이의 첫 번째 정규 음반으로, AOMG를 통해 2021년 8월 17일에 발매되었다. 싱글곡 "I Don't Love You"는 2021년 8월 10일에 선공개되었다.

## 음악 및 가사
grayground.는 "트랩, 펑크, 이모 랩, 댄스홀 등 트렌디한 메인스트림 블랙뮤직 사운드를 아우르고, 전반적으로 팝적인 터치가 강하게 느껴진다." 선공개곡 'I Don't Love You'는 "미련 없는 이별에 대한 곡"으로, "그레이가 직접 작사, 작곡, 프로듀싱해 트렌디하면서도 중독성 강한 멜로디와 공감가는 가사"를 담았다.

## 평가
grayground.는 <리드머>에서 5점 만점에 2.5점을 받았다. 황두하 평론가에 따르면, "다양한 게스트를 기용하여 시너지 효과를 낸 것이 아니라, 오히려 게스트들에게 주인공의 자리를 내준 인상이 강하다. grayground.의 겉은 매끈하지만, 기억에 남는 지점이 없다."
"I Don't Love You"는 <이즘>에서 5점 만점에 2.5점을 받았다. 임선희 평론가에 따르면, "데뷔 후 9년 만에 들고 온 결과물의 선공개 곡인 'I don't love you'는 앨범 리스트가 공개된 시점에서 흔히 말하는 '밑밥'용으로 적절한 듯하나 싱글 단위 자체로는 흡인력이 부족하다. 멜랑꼴리한 기타 리프에 힘을 뺀 싱잉 랩을 취하다 보니 밋밋하고, 그러기에 바이브레이션 가득한 끝 음 처리가 불안 요소로 두드러진다."

### 연말 리스트
| 출판사             | 리스트                              | 순위 | 각주  |
| ------------------ | ----------------------------------- | ---- | ----- |
| <롤링 스톤 인디아> | 2021년 최고의 한국 힙합 R&B 음반 10 | 2    | [ 4 ] |

## 곡 목록
| #            | 제목                                              | 작사                      | 작곡                 | 편곡          | 재생 시간 |
| ------------ | ------------------------------------------------- | ------------------------- | -------------------- | ------------- | --------- |
| 1.           | 〈Show Window〉 (featuring pH-1)                  | 그레이 pH-1               | 그레이 pH-1          | 그레이        | 3:00      |
| 2.           | 〈Selfish〉 (featuring 우원재)                    | 그레이 우원재             | 그레이 닥스          | 그레이 닥스   | 3:29      |
| 3.           | 〈Make Love〉 (featuring 자이언티)                | 그레이 자이언티           | 그레이 자이언티      | 그레이 박준우 | 2:34      |
| 4.           | 〈Rise〉 (featuring 드비타)                       | 그레이 드비타             | 그레이 닥스 드비타   | 그레이 닥스   | 3:19      |
| 5.           | 〈I Don't Love You〉 (featuring 쿠기)             | 그레이 쿠기               | 그레이 쿠기          | 그레이        | 3:18      |
| 6.           | 〈Party for the Night〉 (featuring 로꼬 & 이하이) | 그레이 박재범 로꼬 이하이 | 그레이 박재범 이하이 | 그레이        | 2:53      |
| 7.           | 〈Close 2 U〉 (featuring 펀치넬로)                | 그레이 펀치넬로           | 그레이               | 그레이        | 3:18      |
| 8.           | 〈Ready to Love〉 (featuring 후디)                | 그레이 후디               | 그레이 후디          | 그레이 후디   | 3:38      |
| 9.           | 〈없던 일로 해〉 (featuring 미노이)               | 그레이 Hoody              | 그레이 샘김 후디     | 그레이 샘김   | 4:14      |
| 10.          | 〈Baby Don't Cry〉 (featuring 염따)               | 그레이 염따               | 그레이 염따          | 그레이        | 3:01      |
| 11.          | 〈U〉                                             | 그레이                    | 그레이               | 그레이        | 3:20      |
| 총 재생 시간 | 총 재생 시간                                      | 총 재생 시간              | 총 재생 시간         | 총 재생 시간  | 36:04     |

## 차트
| 차트 (2021)          | 최고 순위 |
| -------------------- | --------- |
| 대한민국 음반 (가온) | 14        |

## 판매량
| 지역     | 판매량 |
| -------- | ------ |
| 대한민국 | 4,500  |